# Гротти
Гро́тти (др.-сканд. Grótti) — в скандинавской мифологии волшебная мельница, моловшая всё, о чём пожелает её владелец.

## Этимология
Grótti переводится с древнескандинавского языка как «мельница» (или «дробилка»).

## Гротти в древнескандинавских источниках
Миф о Гротти приводится в «Песни о Гротти», включаемой в состав «Старшей Эдды»: 

«В то время было в Дании два жернова, таких больших, что никто не был настолько силен, чтобы вертеть их. И эти жернова обладали тем свойством, что они намалывали то, что пожелал моловший на них. Эти жернова назывались Гротти. Хенгикьёфтом называют того, кто дал жернова конунгу Фроди.»
 Далее в тексте повествуется о том, что рабыни конунга — великанши Фенья и Менья — намололи для него «золото, мир и счастье». Но поскольку жадный Фроди не давал им отдыха, своими заклинаниями Фенья и Менья призвали вражеское войско на его погибель, а сама мельница была ими разрушена.
Этот миф приведён Снорри Стурлусоном в «Языке поэзии», одной из частей «Младшей Эдды» с несколько иной концовкой: войско против Фроди намололи его рабыни, а убивший его морской конунг Мюсинг взял Гротти, а также великанш на борт своего корабля и велел молоть им соль. Поскольку Мюсинг не разрешал им останавливаться, то они мололи, 

«пока корабль не затонул. И там, где море залилось в отверстие жерновов, возник водоворот. Тогда море и стало солёным.»
Кроме того Стурлусон приводит кеннинги со словом «Гротти»: «самая враждебная островная мельница Гротти» = море (приводится в «Языке поэзии»), «сияющий снегопад Гротти» = золото (в тексте «Перечня размеров»).

## Интерпретации и мнения
Британский филолог Бенджамин Торп отмечал, что сюжет помола соли (считавшейся большим богатством в средние века) является, по-видимому, более поздней вставкой в изначальную легенду о Фроди. По мнению Якоба Гримма этот миф был распространён и в Германии, хотя само сказание о Гротти имеет датское происхождение. Он же полагал, что образ Гротти был позаимствован с колеса Фортуны, известного из древнеримской мифологии. В норвежском фольклоре существует сказка о мельнице, украденной у чёрта, которая молола всё, что пожелаешь. Также в финской мифологии можно найти соответствующие параллели в виде чудесной мельницы Сампо.
Хенгикьёфт (в переводе: «с отвисшей челюстью»), давший Гротти конунгу Фроди — одно из многочисленных имён верховного скандинавского бога Одина; вероятно, что этот подарок был сделан с намерением закончить золотой век, так называемый «мир Фроди» (др.-сканд. Fròða friðr) — многолетний период всеобщего благоденствия и спокойствия. К тому же Гротти может выступать не только как мельница желаний, но и судьбы, особенно учитывая, что Фенья и Менья обладали даром прорицания и в итоге намололи не то, что им было приказано. Имя убийцы Фроди — Мюсинга («мышиный сын») — недвусмысленно указывает на грызунов, главных врагов мельников. Отмечается, что в стихотворной части Песни о Гротти происхождение мельницы описано несколько иначе, чем в прозаическом прологе: согласно ей Фенья и Менья сами выломали жернова из скалы.
По одному из предположений Фенья и Менья, приводившие в движение мельницу Гротти, могут быть лишь персонификацией её двух жерновов, которые вращаются сами по себе, а их песня может олицетворять издаваемые мельницей шумы. В другой интерпретации Гротти не что иное, как солнце, а намолотую ею муку можно также видеть на небе — в виде Млечного Пути. Ещё одна гипотеза видела в Гротти снежную мельницу, на время попавшую во владение бога лета Фрейра (=Фроди) и моловшую соль (=снег). Шведский писатель и историк культуры Виктор Рюдберг считал, что в древнескандинавской литературе говорилось о двух мельницах Гротти, и дошедший до нас миф описывает меньшую из них. В неоязыческом движении Асатру Гротти — совместное творение богов-асов и великанов-ётунов, связанное с источником Хвергельмир, а текущие через неё воды являются причиной морских приливов и отливов.
Водоворот, возникший при затоплении Гротти, должен располагаться в Пентленд-Ферт, проливе между Великобританией и Оркнейскими островами.